# Portulaca halimoides
Portulaca halimoides je vrsta portulaka porijeklom iz pustinja jugozapada SAD-a i sjevernog Meksika, kao i dijelova Srednje i Južne Amerike. To je mesnata jednogodišnja biljka s razgranatom stabljikom koja doseže maksimalnu duljinu od oko 25 cm. Često je ružičaste ili crvene boje, a na čvorovima duž stabljike i unutar cvata nalaze se pramenovi vunasto-dlakastih trihoma. Debeli, cilindrični listovi s tupim vrhom dugi su do 2 centimetra i zelene do crvene boje. Cvjetovi se javljaju u grozdovima do 10 na vrhovima stabljike. Svaka je široka nekoliko milimetara sa žutim laticama koje su ponekad skrivene ispod dvaju spojenih, mesnatih crvenih sepala. Plod je mala kapsula koja sadrži nekoliko sjemenki. Zrnaste sjemenke mogu biti crne, sivkaste ili srebrnaste boje.

## Vanjske poveznice
- Jepson Manual Treatment
- Photo gallery